# Büren zum Hof
Büren zum Hof là một đô thị ở huyện Fraubrunnen ở bang Berne ở Thụy Sĩ. Đô thị này có diện tích 3,5 km², dân số năm 2005 là 455 người.